# Paulo Matos
Álvaro Paulo Francês de Matos (Tortosendo, Covilhã  28 de Julho de 1960), é um ator e encenador português.

## Biografia
Paulo Matos é licenciado em Formação de Actor/Encenador, pela Escola Superior de Teatro e Cinema de Lisboa, e em Estudos Literários e Teatrais, pela Sorbonne Paris III. É também pós-graduado em Gestão das Artes, pelo INA / CCB, e em Encenação de Ópera, pela Fundação Calouste Gulbenkian. Prossegue atualmente o seu Doutoramento em Artes Performativas na Universidade. de Lisboa.
Viveu vários anos em Paris onde concluiu a Escola de Teatro Jacques Lecoq, fez “Licence” e “Maîtrise” e estagiou com importantes personalidades do teatro como Ariane Mnouchkine, Lluis Pasqual, Giorgio Strehler, Peter Brook, Philippe Hottier, entre muitos outros.
Tem uma longa e reconhecida carreira como ATOR, tanto no teatro, com a maioria das companhias e encenadores de Lisboa, como no cinema e na televisão onde participou em inúmeros filmes, séries, telenovelas e filmes publicitários de grande sucesso (ver: http://www.imdb.com/name/nm0559247/ ).
Possui um importante curriculum como ENCENADOR, quer sobre textos de grandes dramaturgos como Alfred de Musset, Jorge de Sena, Ulrich Plenzdorf, David Mamet, Terry Johnson, Anton Tchékhov, William Shakespeare, Carl Djerassi, Eduardo de Filippo ou Bertold Brecht, quer sobre óperas de compositores como Haendel, Mozart, Marcos Portugal, Britten, Milhaud, Menotti, Barber, António Teixeira ou Humperdinck.
É AUTOR, co-autor ou adaptador de grande parte dos textos teatrais e libretos que tem encenado.
Tem sido PRODUTOR e GESTOR em parte dos seus projetos pessoais, bem como em variados projetos institucionais de cultura, e é regularmente convidado como PROFESSOR de Teatro em inúmeros cursos e instituições dos quais se poderão destacar várias escolas integradas no projeto Escola Cultural, a Universidade de Évora, o Instituto Politécnico de Leiria, a Escola Superior Música de Lisboa, a Escola Superior de Teatro e Cinema ou a Câmara Municipal de Lisboa onde é diretor desde 2012 do grupo de teatro Câmara em Palco.
É cofundador e dirigente em diversas associações e ONGs nas áreas da animação cultural e da cooperação e solidariedade social – que considera como uma das áreas de relevo da sua cidadania ativa – das quais podemos destacar “Karingana wa Karingana” Cooperação com a Lusofonia, SOS Voz Amiga, Liga Portuguesa Direitos Humanos, entre outras.

## Formação Académica
Licenciatura em Formação de Actores/Encenadores, na Escola Superior de Teatro do Conservatório Nacional de Lisboa (1977-81) – 4º ano com defesa de tese
Bacharelato em Arquitetura na Faculdade de Arquitetura da ESBAL (1979-81)
Escola de Teatro, Mimo e Movimento JACQUES LECOQ – Paris - Diploma final (1983-85)
Laboratório de Estudos sobre o Movimento da Escola Jacques Lecoq - Diploma de Frequência e Investigação (1984-85)
Línguas e Literaturas Modernas (2º ano - Port/Fran - 1981-83) Faculdade de Letras de Lisboa
"Licence" e Maîtrise” em Estudos de Teatro na Sorbonne Nouvelle em Paris III (1984-86)
Pós-graduação em Gestão das Artes com Joan Jeffri (1991-92) Instituto Nacional de Administração (1992) e Centro Cultural de Belém (1998)
Curso de Encenação de Ópera, no CAM da Fundação Calouste Gulbenkian (2004)
Doutorando – concluída parte curricular – no Doutoramente em Artes Performativas e da Imagem em Movimento, na Universidade de Lisboa

## Formação Profissional (seleção inicial)
Aluno da Escola de Dança da Fundação Calouste Gulbenkian com Carlos Caldas e Jorge Salavisa (1977-78) Participação como estagiário em alguns Bailados
Estágios de Expressão Corporal e Aperfeiçoamento Vocal com Eva Winkler e Maria do Rosário Coelho - Teatro de S. Luís - Lisboa (1980-81)
Estágio de Formação de Actores com Adolfo Gutkin - Lisboa (1981)
Estágio de Mimo e Movimento com Nola Rae - Teatro Trindade - Lisboa (1983)
Estágio de Formação de Actor com Ariane Mnouchkine - Théâtre du Soleil - Paris (1984-85)
Assistente aos ensaios do espectáculo "Arlequim servidor de dois amos" de Carlo Goldoni - enc. de Giorgio Strehler - Théâtre de l'Odéon - Paris (1984)
Curso de Luta Teatral com Espada e Sabre no Théâtre National de l'Opéra de Paris (1985)
Estágio sobre “A natureza do Actor”, com Peter Brook, Théâtre des Bouffes du Nord, (1996)
Estágio sobre Máscaras de Commedia dell'arte "Clown-Dieu" e Teatro de Shakespeare com Philippe Hottier (ator do Théâtre du Soleil) Centre Théâtral de l'Embellie - Paris (1986-87)
Estágio sobre "Técnicas Clássicas e Contemporâneas da Escola Russa" com Polina Klimovetskaia - Casa de Mateus, F. C. Gulbenkian - Vila Real (1989)
Estágio de "Mímica Corporal" com Daniel Stein - ACARTE - Lisboa (1990)
Estágio "Sobre o Método do Actor's Studio", Marcia Haufrecht - Convento da Arrábida (1996)
Estágio “A voz Teatral Contemporânea”, Maria João Serrão, Festival Teatro de Almada (1997)

## Encenador de Teatro (seleção)
“O Natal Ainda É Notícia”, de Paulo Matos, SCML, Igreja São Roque, (2021)
“O Amante do Meu Marido, adp. Paulo Matos, Comédia Musical em digressão (2020)
“As nossas solidões”, de Paulo Matos, Cinema Mundial, Lisboa (2019)
“Calígula”, de A. Camus, Teatro Biblioteca de Marvila, Câmara em Palco (2018)
“Nada do Outro Mundo”, Guy Foissy, Teatro de Cascais (2017)
“Velhos amigos”, Alain Aykbourn, Teatro Orlando Ribeiro, Lisboa (2016)
“A Grande Magia”, Eduardo de Filppo, Teatro Orlando Ribeiro, Lisboa (2015)
“Quanto nos Custa o Euro” de B. Brecht e Paulo Matos, Cinema Mundial, Lisboa (2014)
“Os Cornos de Falstaf”, cenas de Shakespeare, Teatro Camões, Lisboa (2014)
“A ópera dos Malandros”, de Paulo Matos, Teatro Camões, Lisboa (2013)
“Atrás do Palco”, de Paulo Matos, Teatro Orlando Ribeiro, Câmara em Palco, (2012)
“Saia Curta e Consequências” Hervé Devolder, Teatro da Trindade em Lisboa (2009)
“A Essência do Riso”, Baudelaire / Paulo Matos, Istituto Franco-Português (2007)
“Esse Espermatozóide é Meu!”, Texto de Carl Djerassi, Teatro Científico, Teatro da Trindade – Lisboa (2004)
“Partitura Inacabada / Platonov”, Texto de Tchékhov, Adaptação Paulo Matos, Cine-Teatro Avenida - Castelo Branco – 2002, Teatro da Trindade - Lisboa
“E Agora Outra Coisa”, de Luísa Costa Gomes, Culturgest – Lisboa (1999)
“Delírios e Outras Flores”, de Raymond Devos e Paulo Matos, Palco 5 da EXPO’98 
“Freud !  Feche a Porta !”, de Terry Johnson - Teatro Nacional D. Maria II (1997)
"Mozarteanamente ao vosso dispor", de Eric Westphal, Arsenal d'Arte - ACARTE / F.C.G. – Lisboa (1996)
"O Táverter - na Mãe d’Água", de Gildas Bourdet, Arsenal d'Arte - Esplanada da Mãe d'Água – Lisboa (1991)
"Edmundo não gosta da sua mulher, aliás nunca gostou" de David Mamet, Arsenal d'Arte - TUL – Lisboa (1990)
"O Confessionário" de Robert Browning, Grupo de Letras - Teatro da Cantina Velha – Lisboa (1989)
"Sopinhas de Mel", de Teresa Rita Lopes, Arsenal d'Arte - Teatro Gil Vicente – Coimbra (1988)
“Grupo de Vanguarda, Vicente Sanches, Teatro José Gomes Ferreira, Lisboa (1988)
"Uma Porta ou está Aberta ou está Fechada" de A. de Musset, Grupo de Letras - Faculdade de Letras de Lisboa (1987)
“E vão sendo Horas de Descermos ao Rio”, de Paulo Matos, Grupo de Letras, (1988) 
“O Quarto de Elsa”, Louis Aragon, Grupo de Letras, Fac Letras de Lisboa (1982)

## Encenador de Ópera (seleção)
Os Mortos Viajam de Metro, de José Eduardo Rocha / Rui Zink, ópera em estreia absoluta – Teatros S. Luiz, 2010
“Vamos Fazer Uma Ópera” (2009), Ópera de Benjamin Britten, texto de Paulo Matos, Grande Auditório da Fundação Calouste Gulbenkian
Ópera em Criação, Concurso de óperas curtas encenadas, Duas edições 2006 e 2008, Jardim de Inverno do Teatro São Luiz Lisboa
O Empresário” (2008), Ópera de Mozart, Teatro Municipal de Faro, Orquestra do Algarve – Acta, Companhia de Teatro do Algarve
“D. Giovanni” (2006), Ópera de Mozart, Teatro Municipal de Faro, Orquestra do Algarve
“A Flauta Mágica” (2006), Ópera de Mozart, Grande Auditório, Fundação Calouste Gulbenkian
“História do Soldado” (2005), Ópera de Stravinski / Ramuz, Companhia de Teatro do Algarve / Orq. Algarve, Teatro Municipal de Faro
“O Piano e os Seus Amigos”, Concerto encenado para jovens (2005), Centro de Arte Moderna, Fundação Calouste Gulbenkian
“Le Pauvre Matelot” (2004), Ópera de Darius Milhaud, Sala Polivalente do Centro de Arte Moderna, Fundação Calouste Gulbenkian
“Os Fugitivos”, Ópera de José Eduardo Rocha com Libreto de Ruy Zink, Estreia absoluta, Teatro da Trindade – Lisboa (2004) 
“Il Re Pastore”, Mozart, Auditório da Fac de Farmácia da Universidade de Lisboa (2004), orquestra Metropolitana
“Julius Caeser”, Haendel, (adaptação livre) Auditório da Orquestra Metropolitada de Lisboa (2003)
“Casinha de Chocolate”, Ópera de E. Humperdinck: “Hansel und Gretel, Teatro da Trindade – Lisboa (2003)
“Parcifália”, Cenas do Parsifal de R. Wagner, Teatro da Trindade – Lisboa – 2003
“Chez Castafiori”, Divertimento sobre Ópera Clássica, Casino do Estoril – 2002, (em digressão nos anos seguintes)
“The Consul” / “Next”, Menotti, Teatro Nacional de São Carlos, São Nobre, Direção de Nicholas Macnair (2002)
“The Mirror of Immortality”, Ópera de Handel, Salão Nobre do Teatro Nacional de S. Carlos – 2001
“A Hand of Bridge”, Ópera de Samuel Barber, LUX – Lisboa - 2001
“Guerras do Alecrim e Manjerona” de António José da Silva / António Teixeira –  Sala Polivalente CAM da Fundação C Gulbekian / Teatro Trindade / Teatro Nacional D Maria II (Melhor encenação de ópera de 2001)
"Noite Medieval no Castelo", Dramatização em Estreia das “7 Cantigas de Amigo” de D. Dinis, Arsenal d'arte - Festival de Leiria / F. C. G. - Castelo de Leiria

## Ator em Teatro (seleção)
“Oleanna”, de David Mamet, enc. de Rui Dionísio pela companhia Cegada
“Refugiado”, de Paulo Matos, estreado no Cine-Teatro Avenida de Castelo Branco no dia Mundial do Refugiado, 20 de Junho de 2022, em digressão Nacional
“O Amante do Meu Marido”, Comédia musical, adaptação de Paulo Matos, digressão Nacional
“Nada do Outro Mundo”, de Guy Foissy, (2016/17)
“Vison Voador”, de Henrique Santana, enc. de Tozé Martinho, em digressão de 2013/15
“A Turma dos Notáveis”, Gala “Camões” de Paulo Matos, Coliseu dos Recreios (2013)
“Timão de Atenas”, de William Shakespeare, enc de Joaquim Benite / Rodrigo Francisco, no Teatro Municipal de almada, (2013)
“A Mãe” de Bertohld Brecht, enc. de Joaquim Benite, Teatro Municipal de Almada / Teatro Nacional de S. João (2012)
“O Teatro Cómico”, Carlo Goldoni, Encenação de Mario Mattia Giorgetti, Festival de Teatro de Almada, (2011)
“Comédia Mosqueta”, de Ruzante, enc. de Mário Barradas, Teatro Municipal de Almada (2010)
“Que Farei Com Este Livro”, de José Saramago, enc. de Joaquim Benite, Teatro Municipal de Almada / Teatro Nacional D. Maria II
“Ricardo III”, de W. Shakespeare, enc. de Luís Vicente, Teatro Municipal de Faro
“Esse Espermatozóide é Meu”, de Carl Djerassi, Teatro da Trindade - Lisboa
“A Retórica do Ego” de Wilson Solon, Teatro de Comuna – Lisboa
“Paulo Matos Trifásico” – solo de comédia – Teatro Vilaret – 2002/2004
“Guerras do Alecrim e Manjerona” de Silva/Teixeira – Tibúrcio (ator / cantor) Sala Polivalente CAM da Fundação C Gulbekian
“Delírios e Outras Flores” de e com Paulo Matos, EXPO’98 – Teatro da Comuna
“Freud Feche a Porta” de Terry Johnson (Patriarca) enc. de Paulo Matos, Teatro Nacional D. Maria II (1997)
“A Cada Um o Seu Problema” de Harold Pinter (vários papéis) enc. de Rogério de Carvalho, Almada (1996)
“Calígula” de Albert Camus (Calígula) enc. de Joaquim Benite, Teatro Municipal de Almada – Melhor ator de 1996 pela Associação de Críticos
"Restos" (ditador) Criação e enc. de Josef Szajna, Festival de Teatro de Alamada (1995)
"Filopópulos" de Virgílio Martinho (jornalista) enc. de Joaquim Benite, Teatro Municipal de Almada (1995)
"Comédia Eufrósina" de Jorge Ferreira de Vasconcelos (Cariófilo) Enc. de Silvina Pereira, Teatro Maizum (1995)
"O Valente Soldado Scheveik" (vários papéis) enc. Jorge Listopad, Teatro M. de Almada (1994)
"Othello" de Shakespeare (Cassius), enc. Joaquim Benite, Teatro Municipal de Almada (1993)
"O Contador de Histórias" criação original (o Contador) – Câmara Municipal de Lisboa, Rua Augusta, Lisboa (1992-94)
"O Táverter" de Gildas Bourdet (narrador) enc. de Paulo Matos - Mãe d'Água, Lisboa - Melhor espetáculo de 1991 pela Associação de Críticos
"Vórtice" de Noel Coward (filho) enc. de Norberto Barroca/Graça Lobo, Teatro Maria Matos – Lisboa (1990
"Erros meus Má Fortuna Amor Ardente" de Natália Correia (amigo de Camões) enc. C. Avilez ACARTE (1989)
"As Portas" de Amadeo Lopes Sabino (ele) enc. de Alberto Lopes IFICTE – Lisboa (1989)
"A Dama do Maxim's" de G. Feydeau (vários papéis) enc. de João Lourenço Novo Grupo, Teatro Aberto (1988)
"Hamlet" de W. Shakespeare (Laertes) enc. de Carlos Avilez ACARTE (1987)
“La Maison Fantastique”, criação final da Escola Jacques Lecoq, digressão em vários países norte da Europa
"Romeo et Juliette" de W. Shakespeare (Mercucius) enc de Philippe Hottier C. Théâtral de l'Embellie – Paris (1986)
"La Vera storia" de Luciano Berio (vários papéis) enc. de Lluis Pasqual Théâtre National de l'Opéra de Paris (1984)
"Les Poussins Déménagent" - Co-autor dos textos (vários papéis) Th. de l'Écume, Fer-play, Bateau-Ivre, Paris (1983)
"Uma Conversa sobre Ifigénia" de Anabela Mendes (Goethe) enc. de Rogério de Carvalho F.L.L. / RDP (1982)
"O Casamento Branco" de Tadeus Rozewicz (Amigo) enc. de Fernanda Lapa C. Nacional I - teatro de S. Luiz (1981)
"A Música e os seus Actores: Beethoven e a solidão" (Beethoven) maestro J. Atalaia - Teatro de S. Luiz (1980)
"A Farsa de Inês Pereira" Gil Vicente (judeu) enc. de Carlos Avilez C. Nacional - Teatro de S. Luiz (1979)
"Quebra-Nozes" (bailarino estagiário) Companhia de Dança FCG (1978)
"Ai homem homem" Grips Theater aus Berlin (pai) enc. de Jorge Silva Melo
"Woyzeck" G. Büchner (doutor) enc. de Jorge Silva Melo, Cornucópia (1978)

## Ator em Televisão e Cinema
- A Banqueira do Povo  .... Dr. Faria, RTP 1993
- Apresentador do programa "Pedidos e Achados", TVI 1994
- Desencontros .... Mário Pereira, RTP 1994-1995
- Primeiro Amor (telenovela) .... Eugénio Silva, RTP 1995-1996
- Polícias (série) .... Jorge, RTP 1996
- Apresentador do concurso "De Par em Par", RTP 1996
- Vidas de Sal .... Agente PJ, RTP 1996
- Filhos do Vento .... Tenente Raul, RTP 1996-1997
- "Ballet Rose - Vidas Proibidas"  .... Garcia, RTP 1997
- Os Lobos  .... Pierre, RTP 1998
- "Esquadra de Polícia" .... Sarmento, RTP 1998-1999
- "Jornalistas" .... Martim Ribeiro, SIC 1999
- "A Hora da Liberdade"  .... Hugo dos Santos, SIC 1999
- "Conde de Abranhos" .... Alípio Abranhos, RTP 2000
- "A Senhora das Águas"  .... Simão Moreira das Neves, RTP 2001
- "O Olhar da Serpente" .... André Vasconcelos, SIC 2002
- "Olá Pai"  .... Pediatra, TVI 2003
- "Inspector Max" .... Duarte Peres /Vitorino, TVI 2004
- "Morangos Com Açúcar" .... Mário Batista, TVI 2004-2005
- "Jura" .... Miguel Pinto , SIC 2006
- "Floribella" .... Médico, SIC 2006
- "Chiquititas" .... Adriano, SIC 2007
- "Ilha dos Amores" .... Costa, TVI 2007
- "Casos da Vida" .... Dr. Jaime Miranda /Henrique, TVI 2008
- "Rebelde Way" .... Fernando Vasconcelos, SIC 2008
- "Sentimentos" .... Luís, TVI 2009
- "Maison Close" .... Dr. Perrier, Canal+ 2010
- "Sedução" .... Aníbal, TVI 2011
- "Sangue Oculto" .... Ramalho Milhafre, SIC 2022/3
- "Vitória" .... , SIC 2025

### Ator em Cinema (curta seleção)
- Non, ou a Vâ Glória de Mandar
- A Divina Comédia (1991)
- O Estranho Caso de Angélica (2010)

## Professor (seleção)
Direção dos Cursos de Preparação de Actor, Associação Académica de Lisboa, Faculdade de Letras - de 1988 a 1990
Professor de Teatro do 9ºano da escolaridade em 3 Escolas Secundárias: Benfica, Sacavém e Olivais - de 1987 a 1991
Acividades na coordenação nacional do projecto de Escola Cultural, Direcção Geral do Prof. Manuel Ferreira Patrício, Universidade de Évora, Organização de dois Encontros Nacionais - 1988 e 1989
Professor convidado na Universidade de Évora, Formação de professores, “técnicas de animação escolar”, “Desenvolvimento de técnicas de comunicação”, “Teatro e ensino” - de 1988 a 1991
Professor assistente no Inst. Politécnioco de Leiria, Formação de Professores, “Expressão Dramática” - de 1990 a 1992
Co-organização dos “Cursos de Algés”, Formação de Actores e Encenadores, Câmara Municipal de Oeiras - 1991/92
Coordenação dos projectos de Ficção, da Escola “Oficina Actores”, NBP – Teatro Vasco Santana, 2001/02
Professor da Interpretação Cénica, Escola Superior de Música de Lisboa de 1999 a 2003
Professor de Interpretação Cénica, Academia Nacional Superior de Orquestra, Orquestra Metropolitana de Lisboa
Direcção de Estágio semestral de projecto, Aos alunos finalistas, Escola Superior de Teatro e Cinema, 2003
Professor convidado para a formação e direção de projetos finais de curso, na ESTAL, de 2011 a 2014.

## Gestor e Produtor (curta seleção)
Gestor e programador do Espaço Mundial no Teatro / Cinema Mundial em Lisboa, de 2014 a 2018
Promotor e Gestor da Gala Camões no Coliseu dos Recreios – Out/2013
Promotor, produtor e programador do FEST’LP – Festival de Música, Teatro e Cinema da Língua Portuguesa em Maputo, Moçambique
Produtor e Gestor de todas as iniciativas dentro do Espaço da Mãe d’Água em Lisboa: Esplanada de verão, Visitas Guiadas, Noites de Fado na Casa do Registo, programação do Palco sobre as Águas, etc

## Autor, co-Autor, Adaptador de textos (seleção)
Refugiado – autor
O Natal Ainda É Notícia – autor 
O Amante do Meu Marido – adaptador 
As Nossas solidões – autor
Nada do Outro Mundo – co-autor
Quanto nos Custa o Euro – adpatador
Vamos fazer uma Ópera – autor
O Empresário – autor
A turma dos Notáveis – autor
O Piano e os seus Amigos - autor
Os Cornos de Falstaff ou a Força do Sexo Fraco – autor
A Ópera dos Malandros – autor
A Essência do Riso – adaptador
Paulo Matos Trifásico - autor
Partitura Inacabada – adaptador
Mozarteanamente ao Vosso Dispor – co-autor
O Táverter – co-autor
Delírios e outras Flores – adaptador

E vão sendo horas de descermos ao rio – autor